# Dán kérész
A dán kérész (Ephemera danica) a rovarok (Insecta) osztályának kérészek (Ephemeroptera) rendjébe, ezen belül a tarka kérészek (Ephemeridae) családjába tartozó faj.

## Előfordulása
A dán kérész előfordulási területe a kontinentális Európa és a Brit-szigetek.

## Megjelenése
Ennek a nagy termetű kérészfajnak a testhosszúsága 16–24 milliméter, szárnyainak fesztávolsága 30–45 milliméter. A szárny erezete sűrű, a szárnyhártya átlátszó és néhány sötét folttal tarkázott; a hátulsó szárny körülbelül feleolyan hosszú, mint az elülső. A fej és a tor fekete, a potroh elülső szelvényei fehérek vagy világossárgák, a következők fokozatosan sötétednek; a hatodiktól kezdve egyre növekvő méretű, ék alakú, nagyobb és ezek között vessző alakú, kisebb foltok sorakoznak. A potroh végén 3, a hímnél 30-40 milliméter hosszú, a nősténynél rövidebb végfonal található. A három fartoldalék mindegyik fejlődési stádiumban megtalálható az állaton. A hím elülső lábai is erősen meghosszabbodottak. A lárva hengeres testű, fehéres, felül az imágóhoz hasonló rajzolatú. Lábai rövidek és erősek. Rágói sarló alakúak, csúcsuk kifelé hajlik.

## Életmódja
A hegy- és dombvidékeken gyakori. A dán kérész tiszta vizű, sebesebb patakok, ritkábban tavak lakója.
Repülési ideje májustól július végéig, szórványosan szeptemberben is repül.